# Arendtsville
Arendtsville és una població dels Estats Units a l'estat de Pennsilvània. Segons el cens del 2000 tenia 848 habitants.

## Demografia
Segons el cens del 2000, Arendtsville tenia 848 habitants, 329 habitatges, i 242 famílies. La densitat de població era de 474,5 habitants per quilòmetre quadrat.
Dels 329 habitatges en un 39,2% hi vivien nens de menys de 18 anys, en un 59,3% hi vivien parelles casades, en un 8,2% dones solteres, i en un 26,4% no eren unitats familiars. En el 22,8% dels habitatges hi vivien persones soles el 13,1% de les quals corresponia a persones de 65 anys o més que vivien soles. El nombre mitjà de persones vivint en cada habitatge era de 2,58 i el nombre mitjà de persones que vivien en cada família era de 3,01.
Per edats la població es repartia de la següent manera: un 29,5% tenia menys de 18 anys, un 6,6% entre 18 i 24, un 29,2% entre 25 i 44, un 19,2% de 45 a 60 i un 15,4% 65 anys o més.
L'edat mediana era de 34 anys. Per cada 100 dones de 18 o més anys hi havia 98 homes.
La renda mediana per habitatge era de 41.087 $ i la renda mediana per família de 43.889 $. Els homes tenien una renda mediana de 28.828 $ mentre que les dones 27.813 $. La renda per capita de la població era de 18.256 $. Entorn del 6,3% de les famílies i el 10,6% de la població estaven per davall del llindar de pobresa.

## Poblacions més properes
El següent diagrama mostra les poblacions més properes.